# Big talk
Big talk is een kunstwerk van Wim Poppinga.
Het kunstwerk is te vinden bij een van de ingangen van het Amstelpark in Amsterdam-Zuid. Het park kreeg in 2007 na een opknapbeurt allerlei toegangspoorten, waarbij kunstenaars werden ingeschakeld. Wim Poppinga kwam met een opvallende poort, dat is gezet in een soort Herashekwerk. Normaliter worden bij parkingangen de kleuren aangepast aan de groene omgeving. Dat is hier deels het geval. Het staketsel waarop het kunstwerk is gemonteerd is blauwgroen. Het staketsel komt daarbij recht uit de grond omhoog. Op het staketsel is met bijzonder grote (3 meter hoog) en gele letters het woord PARK te zien, dat door haar schreeuwerigheid afsteekt bij haar omgeving. 's Nachts worden de letters ook (nog eens) verlicht. 
De letters benadrukken dat hier de hoofdingang is, maar er lopen alleen een fiets- en voetpad naar toe. Voetgangers en fietsers zien echter de letters pas op het laatste moment, want zij moeten eerst onder twee viaducten door, die het zicht belemmeren. Bestuurders van snelverkeer kunnen de hooggeplaatste letters wel zien, maar zij kunnen het park niet bereiken. De weg is namelijk de aan- en afvoerweg zonder afslag tussen de Europaboulevard en de Rijksweg 10. Of de kunstenaar met dit kunstwerk in de voetsporen trad van andere ontwerpers van de parkingangen is niet bekend. Zo leverde de Rode brug van Stefan Strauss gevaar op voor rolstoelers en een entree elders was haast ontoegankelijk voor alles wat zich met wielen voortbewoog (kinderwagens, rolstoelen, scootmobiels).